# Isturgia spartariaria
Isturgia spartariaria är en fjärilsart som beskrevs av Jacob Hübner 1796/99. Isturgia spartariaria ingår i släktet Isturgia och familjen mätare. Inga underarter finns listade i Catalogue of Life.